# Sten Wahlund
Sten Gösta William Wahlund (1901 - 1976) là giáo sư toán học thống kê, nhà nghiên cứu nhân chủng học và nhà chính trị người Thụy Điển.
Ông được đời sau nhắc tới chủ yếu vì khám phá ra hiệu ứng Wahlund được ứng dụng trong nghiên cứu di truyền học quần thể hiện đại; ngoài ra ông là cha của nam ca sĩ opera Sten Wahlund có tiếng ở Thuỵ Điển và các nước châu Âu., 

## Tiểu sử và sự nghiệp
Sten Wahlund sinh ngày 6 tháng 3 năm 1901 tại Bollnäs - một thành phố của Thuỵ Điển. Cha và mẹ ông là Lars Gustaf Wahlund và Josefina Wahlund.
Ông tốt nghiệp cử nhân ở trường Đại học Uppsala năm 1924 và nhận bằng tiến sĩ vào năm 1933.
Năm 1936, Sten Wahlund đảm nhận vị trí thành viên của một Ủy ban của Đại học Thành phố Stockholm (nay là Ủy ban Nghiên cứu Stockholm), được thành lập bởi Stockholm City College, cùng với Gustaf Ahlbin, Viện lưu trữ Quốc gia Beces Boëthius, Nils Ahnlund, ủy viên hội đồng Oscar Larsson và Fredrik Ström.
Năm 1938, ông là giáo sư giảng dạy về khoa học thống kê ở Đại học Stockholm. Trong chuyên môn này, ông Wahlund tham gia công cuộc tổng điều tra dân số năm 1941 ở Thuỵ Điển. Khi công tác tại Viện Sinh học chủng tộc Quốc gia, ông đã có đóng góp tích cực trong việc lập bản đồ dân số Thụy Điển. Chính trong quá trình nghiên cứu về nhân chủng học, ông đã mô tả "phương sai" của phương trình Hardy-Weinberg, mà phương sai này hiện nay gọi là hiệu ứng Wahlund - một trong các mô hình toán học về cấu trúc di truyền của quần thể kể cả ở người và mọi sinh vật hữu tính.
Năm 1941, Wahlund được bầu là Viện sĩ viện Hàn lâm Khoa học Kỹ thuật Thuỵ Điển.
Ông còn là thành viên của Quốc hội Thuỵ Điển từ năm 1944. Wahlund là người lãnh đạo chiến dịch cuộc trưng cầu dân ý về vấn đề lương hưu năm 1957. Ông còn tham gia các hoạt động viện trợ thuộc Liên Hợp Quốc và tham gia hội đồng NIB (sau này là tổ chức SIDA, tức tổ chức hợp tác phát triển quốc tế Thuỵ Điển).
Vợ ông là Aina Sofia Wahlund. Ông mất ngày 6 tháng 7 năm 1976 tại Uppsala., 

## Tác phẩm chính
- Demographic studies in the nomadic and the settled population of northern Lapland -1932 (Nghiên cứu nhân khẩu học ở dân du cư và dân định cư bắc Lapland).
- The race biology of the Swedish Lapps, part 1–2; 1932/41, red., tillsammans med Herman Lundborg. (Sinh học chủng tộc Lapps Thụy Điển)
- Demokrati och utbildning -1942 (Dân chủ và Giáo dục).
- Medan patienten väntar: en bok i befolkningsfrågan om ett avfolkat jordbruk och ett avfolkningshotat Sverige - 1944 (Khi bệnh nhân đang chờ: sách về vấn đề dân số với mối đe dọa suy thoái dân số Thụy Điển)
- Andras ungar (1948)
- Indien i brytningstid (1955).